# チャック・ヘーゲル
チャールズ・ティモシー・“チャック”・ヘーゲル（英語: Charles Timothy "Chuck" Hagel、1946年10月4日 - ）は、アメリカ合衆国の政治家。バラク・オバマ政権で第24代アメリカ合衆国国防長官を務めた。1996年に初当選し、以降2期12年に渡ってネブラスカ州選出の連邦上院議員を務めた。アメリカ聖公会の信徒である。

## 生い立ち
1946年10月4日にネブラスカ州ノース・プラットで、チャールズ・ディーン・ヘーゲル（Charles Dean Hagel）とベティ・ヘーゲル（Betty Hagel）夫妻の間に誕生した。父はドイツ系を先祖に持ち、母にはポーランド系とアイルランド系の血が流れているという。
ネブラスカ州コロンバスにあるセント・ボナヴェンチャー高校（St. Bonaventure High School、カトリック系の私立学校）を卒業後、ミネソタ州の営利大学であるブラウン・カレッジの放送学部に進学し、ラジオ放送について学び1966年に卒業した。その後は地元のネブラスカ州に戻り、さらにネブラスカ大学オマハ校に進学した。
ネブラスカ大学オマハ校在学中の1967年に兵役によりアメリカ陸軍に入隊し、ベトナム戦争下のベトナムに従軍している。ベトナムでは第9歩兵師団隷下の第47歩兵連隊に配属され、歩兵分隊の分隊長を務めた。1968年に三等軍曹の階級で名誉除隊。従軍中は戦闘時の功績などによりベトナム共和国武勲十字章や名誉戦傷章（パープルハート）、陸軍称揚章などを受章している。復員後はバーテンダーやラジオのニュースキャスターとして働きつつ、復員軍人の社会復帰を支援する復員軍人援護法（GI法）による援助を受けながら大学に通ったという経歴を持つ。1971年に歴史学の学位を得て卒業した。

## ワシントンD.C.での経歴
ネブラスカ大卒業後はネブラスカ州第2区選出のジョン・Y・マカリスター下院議員（共和党）のスタッフとして雇われ、ワシントンD.C.のマカリスターのオフィスで働く。1977年にマカリスターが退任するとその後はロビイストに転身し、大手ゴム・タイヤメーカーのファイアストン社のロビイストとして4年間働く。またこの間に実施された1980年アメリカ合衆国大統領選挙では、共和党でカリフォルニア州のロナルド・レーガン元州知事の陣営で組織担当者（オーガナイザー）として活動し、レーガンの当選に貢献している。
レーガンの大統領当選後は、選挙活動での貢献などを買われて退役軍人局（後のアメリカ合衆国退役軍人省）の副局長に任命される。しかし上司であるボブ・ニモ退役軍人局長との不和・対立から、1982年に同職を退任した。ニモとの不和・対立との原因は、ニモが退役軍人向けプログラムの予算を削減しようとしたことや、退役軍人団体を「欲深い」と評して侮蔑したこと、枯葉剤（エージェント・オレンジ）の影響について「ティーンエイジャーの小さなにきびよりも悪くない」と誤った認識を示したことなどが挙げられている。

## 実業界での成功
公職を辞したヘーゲルは実業界に転じ、3人の仲間とともに携帯電話会社「ヴァンガード・セルラー・システムズ」を起業する。ヴァンガード・セルラー社は携帯電話普及の流れに乗って規模を拡大し、1990年代には大手通信会社の系列に属さない独立系携帯電話会社（キャリア）の中では全米最大の規模を誇るまでになった。ヴァンガード社は1999年にAT&Tに買収されたが、ヴァンガード社での成功はヘーゲルを億万長者へと押し上げることとなった。
またヴァンガード社の経営に当たる一方で、実業界の様々な業界団体などで公職を務めた。全米サービス産業連盟（USO）や民間企業協議会の会長・最高経営責任者（CEO）を歴任した他、ジョージ・H・W・ブッシュ政権時代の1990年にヒューストンで開催された主要国首脳会議（G7）では、副事務局長兼最高執行責任者（COO）として活躍した。また、アメリカ赤十字社や複数のシンクタンク・政治団体（アイゼンハワー世界問題研究所、リポン・ソサイエティ、ブレッド・フォー・ザ・ワールドなど）の理事や顧問、枯葉剤被害調停基金総裁なども歴任している。この他には外交問題評議会にもメンバーとして迎えられている。
この頃20年近く在住していたバージニア州の州知事選挙に出馬を期待する声もあったものの、それらの声に応じることは無く、1992年には地元の投資銀行マッカーシー・グループの会長に就任するためヴァンガード社を離れ、ネブラスカに戻った。また、マッカーシー・グループの会長職と併せて、同社の子会社で電子投票機の製造を手掛けるアメリカン・インフォメーション・システムズ（AIS）の会長兼CEOにも就任し、1995年3月15日に上院選挙出馬のために退任するまで同職を務めた。このうちAIS社は、後にイレクション・システムズ&ソフトウェア（ES&S）社に社名変更し、電子投票機のメーカーとしてアメリカ国内での知名度を得るようになる。ES&S社の規模拡大などにより、ヘーゲルは親会社のマッカーシー・グループを通じて、2003年までに少なくとも500万ドルの収益を上げたとされる。またマッカーシー・グループの創業者であるマイケル・マッカーシーは後にヘーゲルの上院選挙で陣営の財務責任者を務めることになる。

## 上院議員としての経歴

### 選挙戦での戦い

#### 1996年
1996年にヘーゲルは地元ネブラスカ州から同年に実施される連邦上院議員選挙で改選対象となる議席を狙い、共和党から選挙に出馬することを決意する。この選挙は、それまで3期18年間に渡って上院議員を務めてきた民主党のジム・エクソンの引退により空席となる議席を争うものだった。
まず共和党内での予備選挙に出馬したヘーゲルは対抗馬だったドン・ステンバーグ州司法長官を破り、本選挙への出馬を果たす。本選挙では、同じく連邦政界進出を目指す有力な対抗馬だった民主党のベン・ネルソン州知事に対して得票数にして9万8000票余り、得票率にして15パーセント近い差を付けて勝利して政界進出を果たす。当初は州知事としての経験・知名度があり、人気も高いネルソンの方が優勢であると見られていたが、その下馬評を覆しての「番狂わせ」的勝利だった。この勝利は1972年のカール・カーティス上院議員の再選以来共和党にとって24年ぶりのネブラスカ州での上院選挙勝利だった。
ちなみにこの時の対抗馬だったネルソンは1999年に2期8年の州知事としての任期を満了・退任した後、2000年に実施された連邦上院選挙で引退するボブ・ケリー上院議員の後継として出馬・当選を果たし、上院議員を2期（2001年から2013年）務めた。かつてライバルとして選挙を戦ったヘーゲルと、彼が引退するまでの8年間に渡り同僚として職務に当たることとなった。その後ネルソンも2012年の選挙に立候補せずに引退した。

#### 2002年
再選を目指して出馬した2002年の選挙では、共和党内の予備選挙は現職として支持を固めて危なげ無く乗り切った上、本選挙ではライバルの民主党から有力な対抗馬が出なかったこともあり、次点の民主党候補に対して得票率にして約83パーセントという圧倒的な票差を付けて再選を果たした。この圧勝ぶりは州知事選挙や上院選挙など州全体で争われる選挙に関して、ネブラスカ州史上最も大きな差をつけての勝利だった。

## 政治的スタンス・投票行動など
ヘーゲルの上院議員としてのキャリアを語るうえで最も重要なのは投票行動の経歴であるが、リバタリアンとして知られ、現在はシンクタンク・ケイトー研究所の役員も務めるデイヴィッド・ボーズは、ジョージ・W・ブッシュ政権におけるヘーゲルの投票行動を「伝統的な共和党員」のもので、すなわち伝統的な共和党の政策・価値観に従ったものと評している。また、保守系の政治団体として知られるアメリカ保守連合（ACU）からは100パーセント評価で84パーセント、同じく保守系の政治団体である全米納税者連盟（NTU）からも引退直前の2008年を除き、“A”あるいは“Bプラス”という高い評価をそれぞれ得ているほか、有権者向けに政治家や政策に関する情報を提供するウェブサイトを運営するNPO「オン・ジ・イシューズ」のサイトでも「リバタリアン傾向のある保守派」と評されるなど、保守的な政治家と看做されている。
ボーズはヘーゲルの政治家としてのスタンスを示している特徴的な投票行動として、以下の5つの法案に対する投票を挙げている。
- 愛国者法（Patoriot Act）[20]：賛成
- ジョージ・W・ブッシュ政権下で実施された2001年[21]及び2003年[22]の減税法案：賛成
- 2001年の初等中等教育改正法[23]（NCLB法[24]）：反対
- メディケア処方薬改善・近代化法[25]（メディケア近代化法とも）：反対
- 2002年の超党派選挙運動改革法[26]（BCRA法[27]）：反対

## 外交・安全保障政策

### ユーゴスラビア・コソボ問題
上院議員に就任したヘーゲルが早々に直面したのがコソボ紛争だった。この時ヘーゲルは当時のビル・クリントン大統領に、アメリカ軍を派遣しユーゴスラビアに武力介入する権限を与える法案を提出したが、この法案は否決され廃案となっている。

### 再選しないことを決定
2008年の上院選挙には出馬せず引退し、シンクタンク・大西洋評議会（アトランティック・カウンシル）の議長やアメリカ合衆国大統領の諮問機関である大統領情報活動諮問会議の共同議長を務めた。

## 国防長官
2013年2月26日に第24代アメリカ合衆国国防長官に就任したしたが、オバマ政権の閣僚内ではいわゆる外様であり、スーザン・ライス国家安全保障問題担当大統領補佐官との対立も報じられた。
2014年11月24日に任期を2年残す形で辞任を発表し、翌年退任した。アメリカの国家安全保障政策に関する意見の対立による事実上の更迭という見方が強い。

### 参考リンク
- Charlyne Berens,Chuck Hagel: Moving Forward University of Nebraska Press (2006)

## 先代・次代
| 公職                  | 公職                                                         | 公職                      |
| --------------------- | ------------------------------------------------------------ | ------------------------- |
| 先代 レオン・パネッタ | アメリカ合衆国国防長官 第24代：2013年2月27日 - 2015年2月17日 | 次代 アシュトン・カーター |